# Ronald Pickup
Ronald Alfred Pickup (ur. 7 czerwca 1940 w Chester, zm. 24 lutego 2021) – brytyjski aktor filmowy, teatralny i telewizyjny, absolwent Royal Academy of Dramatic Art.

## Filmografia
- 1973: Dzień Szakala jako fałszerz
- 1974: Mahler jako Nick
- 1977: Joseph Andrews jako pan Wilson
- 1980: Niżyński jako Igor Strawinski
- 1982: Ivanhoe jako Książę Jan
- 1983: Nigdy nie mów nigdy jako Elliott
- 1983: Wagner jako Friedrich Nietzsche
- 1984: Papież Jan Paweł II jako Jan Tyranowski
- 1985: Eleni jako Spiro
- 1986: Misja jako Hontar
- 1987: Czwarty protokół jako Wynne-Evans
- 1989: Sucha biała pora jako Louw
- 1997: Lolita jako ojciec młodego Humberta
- 2008: Dark Floors jako Tobias
- 2010: Książę Persji: Piaski czasu jako Król Sharaman
- 2011: Hotel Marigold jako Norman
- 2017: Czas mroku jako Neville Chamberlain
- 2020: End of Term jako Damian Self